# Omicidio al Cairo
Omicidio al Cairo (The Nile Hilton Incident) è un film del 2017 diretto da Tarik Saleh.

## Trama
2011, poche settimane prima della rivoluzione egiziana. Noredin Mostafa, un detective della polizia del Cairo, sta seguendo il caso di una cantante trovata uccisa in una stanza dell'hotel Nile Hilton: ben presto scopre la relazione segreta della donna con il proprietario dell'albergo, un ricco imprenditore e parlamentare vicino a Mubarak. Durante la ricerca dell'unico testimone (una cameriera sudanese senza permesso di soggiorno), a Noredin viene brutalmente ordinato di archiviare il caso. Il detective tuttavia non demorde; l'indagine conduce a un'élite di "intoccabili" che detiene il controllo sull'intero Paese, immune alla giustizia.

## Produzione
«Sapevo che quando ho scritto The Nile Hilton Incident stavo cercando guai. È un po' come uscire con un serial killer. Ma non avrei mai potuto, nella mia più sfrenata immaginazione, sapere quanto sarebbe diventata folle questa produzione. Sono molto contento che nessuno sia morto. La finzione di The Nile Hilton Incident si scontrava costantemente con la realtà. A volte mi spaventava, ma ad essere onesti, questo è il motivo per cui lo faccio: per realizzare i miei sogni. Per me il film parla di una città che amo. Riguarda il passato e il futuro che si scontrano e le persone che vengono schiacciate nel processo.» Tarik Saleh
Le riprese del film, che si sono svolte dal 30 dicembre 2015 al 13 febbraio 2016, sono state effettuate a Casablanca, Berlino, Il Cairo, Marrakech ed Erfurt. Il regista è stato costretto a spostare le riprese dal Cairo a Casablanca dopo che la produzione è stata interrotta dal servizio di sicurezza dello Stato egiziano.

## Distribuzione
La première del film ha avuto luogo il 21 gennaio 2017 presso il Sundance Film Festival (sezione World Cinema Dramatic Competition).
In Svezia, il film è uscito il 29 settembre 2017, mentre in Italia il 22 febbraio 2018.

## Accoglienza
Sul sito web aggregatore di recensioni Rotten Tomatoes, il film ha un punteggio di approvazione del 90% basato su 38 recensioni e una valutazione media di 7/10. Su Metacritic, che assegna un punteggio normalizzato alle recensioni, il film ha un punteggio medio ponderato di 70 su 100, basato su 8 critici, che indica "recensioni generalmente favorevoli".

## Riconoscimenti (parziale)
- 2017
  - World Cinema Grand Jury Prize: Dramatic (Sundance Film Festival)
  - Espiga de Oro (Semana Internacional de Cine de Valladolid)
- 2018
  - Guldbagge: miglior film, miglior attore protagonista, migliori costumi, miglior montaggio del suono, miglior scenografia
  - Césars du Cinéma: candidatura miglior film straniero